# Taraszkiewica

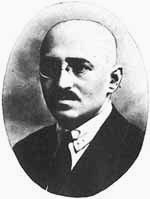
Bronisław Taraszkiewicz

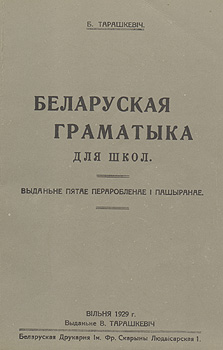
Strona tytułowa „Białoruskiej gramatyki dla szkół” B. Taraszkiewicza (5 wydanie)

Taraszkiewica, klasyczny wariant (biał. тарашкевіца, taraškievica; клясычны правапіс, klasyčny pravapis) – potoczna nazwa jednego z wariantów ortografii języka białoruskiego, opierającego się na regułach stosowanych przed reformą językową z 1933 roku i będącego systemem alternatywnym w stosunku do ortografii oficjalnej. W szerszym rozumieniu nazwa taraszkiewica dotyczy również pewnych różnic w gramatyce i leksyce (w stosunku do oficjalnych norm językowych).

## Taraszkiewica a inne warianty
Nazwa podkreśla bliskość alternatywnego wariantu do języka stosowanego w twórczości Bronisława Taraszkiewicza w 1918 roku. Spór odnośnie do „taraszkiewicy” nabrał rozmachu po ogłoszeniu niepodległości Białorusi w 1991 roku. Od około 1994 roku jako zalecany synonim (np. w artykule Wincuka Wiaczorki w periodyku Spadczyna, 1994) używana jest nazwa „klasyczny wariant”.
Wszystkie warianty gramatyki wprowadzone najpierw w 1933 roku przez Radę Komisarzy Ludowych Białoruskiej SRR (Саўнарком, Saunarkom, Saŭnarkom), a następnie w 1934 i 1959 roku (прапановы акадэміка Падлужнага) określane są przez propagatorów taraszkiewicy nieoficjalnym słowem Narkamauka (biał. наркамаўка, narkamaŭka), które jest terminem nacechowanym emocjonalnie i podkreślającym pochodzenie oficjalnej normy od sowieckich władz. Narkamauka upraszczała reguły gramatyczne i uważana jest za wariant opracowany w celu zbliżenia języka białoruskiego do rosyjskiego. Normy pisowni stosowane w taraszkiewicy ściślej niż w oficjalnej ortografii związane są z zasadą fonetyczną (zawsze oddawana jest w pisowni chociażby miękka wymowa spółgłosek). Oba opisywane warianty ortograficzne języka białoruskiego różni także m.in. sposób adaptacji zapożyczeń.
W 2005 roku w celu unormowania „taraszkiewicy” powołano zespół roboczy w składzie: Juraś Buszlakou, Wincuk Wiaczorka, Dzmitryj Sańko і Dzmitryj Sawko. Zespół ten przedstawił jako rezultat swojej pracy księgę „Беларускі клясычны правапіс. Збор правілаў. Сучасная нармалізацыя” (Biełaruski klasyčny pravapis. Zbor praviłaŭ. Sučasnaja narmalizacyja). Ten wariant pisowni zaczął być stosowany przez tygodnik Nasza Niwa (Наша Ніва), periodyk Arche, białoruską redakcję Radia Swoboda (Радыё «Свабода») i niektóre inne media, również przez działającą od 12 sierpnia 2004 roku Wikipedię w języku białoruskim (taraszkiewicy), która początkowo była jedyną białoruską Wikipedią. Taraszkiewica używana jest także w białoruskiej wersji strony Polskiego Radia.
Wydawany w Białymstoku tygodnik mniejszości białoruskiej w Polsce „Niwa” posługuje się oficjalną ortografią od swego pierwszego numeru, który ukazał się w 1956 roku. Redakcja tygodnika zajęła w sprawie użycia tego właśnie wariantu ortografii następujące stanowisko:

Nie jest to ani protest przeciwko czemukolwiek, ani wspieranie czegokolwiek. Przyczyna jest zupełnie inna, czytelnik w każdym zakątku świata powinien ją zrozumieć – gazeta jest wykorzystywana jako pomoc w tych szkołach na Białostocczyźnie, w których prowadzone jest jeszcze nauczanie języka białoruskiego. A nauczany jest on według tej normy, dla której istnieją podręczniki. (...) Całym sercem jesteśmy za miękkim znakiem, ale przecież życie dyktuje również swoje warunki.